# Delbert Ray Fulkerson
Delbert Ray Fulkerson (* 14. August 1924 in Tamms (Illinois); † 10. Januar 1976 in Ithaca (New York)) war ein US-amerikanischer Mathematiker. Sein bekanntester Beitrag war die Mitentwicklung des Ford-Fulkerson-Algorithmus, einem der meistgenutzten Algorithmen zur Berechnung maximaler Flüsse in Netzwerken.
Fulkerson studierte Mathematik an der Southern Illinois University mit dem Bachelor-Abschluss 1947 und erhielt 1948 seinen Master-Abschluss und 1951 seinen Doktorgrad in Mathematik an der University of Wisconsin–Madison. Von 1956 bis 1971 war er in der mathematischen Abteilung der Rand Corporation und ab 1971 Professor an der Cornell University (Maxwell M. Upson Professor of Engineering und Professor für Operational Research und Angewandte Mathematik). Er beging Suizid.
Er war Gastprofessor in Berkeley, Stanford und der University of Waterloo.
Fulkerson erzielte bedeutende Fortschritte auf den Gebieten Netzwerkflüsse, Operations Research, Linearer Programmierung in großem Maßstab und Kombinatorischer Optimierung. 1956 veröffentlichte er zusammen mit Lester Randolph Ford junior den Ford-Fulkerson-Algorithmus. Nach Delbert Fulkerson ist der renommierte Fulkerson-Preis benannt, der seit 1979 alle drei Jahre gemeinsam von der Mathematical Programming Society und der American Mathematical Society für herausragende Veröffentlichungen in der diskreten Mathematik vergeben wird.
Fulkerson war auch kurz vor seinem Tod nahe daran, die Schwache Vermutung für Perfekte Graphen zu beweisen. Hier kam ihm aber László Lovász zuvor. Fulkerson war schon dazu übergegangen, die Unrichtigkeit der Vermutung anzunehmen und suchte Gegenbeispiele. Nachdem er von Lovasz Beweis erfahren hatte, brauchte er nur kurze Zeit um seinen alten Beweisversuch zu vollenden.
1967 erhielt er den Lester Randolph Ford Award für seine Arbeit Flow Networks and Combinatorial Operational Research (American Mathematical Monthly, Band 73, 1966, S. 115–138).